# Simon Boccanegra
Simon Boccanegra – opera Giuseppe Verdiego w trzech aktach z prologiem na podstawie libretta Francesco Maria Piave, której prapremiera odbyła się 12 marca 1857 r. w Teatro La Fenice w Wenecji